# Жибек-Жолинський сільський округ (Сариагаський район)
Жібекжоли́нський сільський округ (каз. Жібек жолы ауылдық округі, рос. Жибекжолинский сельский округ) — адміністративна одиниця у складі Сариагаського району Туркестанської області Казахстану. Адміністративний центр — село Жібек-Жоли.
Населення — 18298 осіб (2021; 16167 у 2009, 12580 у 1999, 11378 у 1989).
Станом на 1989 рік існувала Полторацька сільська рада (села 13 літ Казахської РСР, Ворошилово, Жанакурилис, Жанатурмис, Калініно, Красний Водоспад, Полторацьке, Соціалізм, селище Сок-Сок). 2023 року ліквідовано село Сок-Сок.

## Склад
До складу округу входять такі населені пункти:
| Населений пункт   | Колишні назви         | Населення, осіб (1989) | Населення, осіб (1999) | Населення, осіб (2009) | Населення, осіб (2021) |
| ----------------- | --------------------- | ---------------------- | ---------------------- | ---------------------- | ---------------------- |
| Дікан-Баба, село  | Соціалізм             | 1217                   | 2409                   | 2705                   | 2797                   |
| --Калініно, село  | -                     | 625                    | -                      | -                      | -                      |
| Жанакурилис, село | -                     | 444                    | 560                    | 771                    | 804                    |
| Жанатурмис, село  | -                     | 1057                   | 1379                   | 1800                   | 2262                   |
| Жібек-Жоли, село  | Полторацьке           | 5629                   | 5674                   | 7537                   | 8316                   |
| Зортобе, село     | Ворошилово            | 999                    | 1285                   | 1576                   | 2216                   |
| Карабау, село     | 13 літ Казахської РСР | 511                    | 696                    | 890                    | 935                    |
| Саркирама, село   | Красний Водоспад      | 703                    | 563                    | 874                    | 962                    |
| Сок-Сок, село     | -                     | 193                    | 14                     | 14                     | 6                      |